# Rookwith
Rookwith – osada w Anglii, w hrabstwie North Yorkshire, w dystrykcie (unitary authority) North Yorkshire. Leży 53 km na północny zachód od miasta York i 325 km na północ od Londynu.